# Миколай (Полікарпов)
Миколай (Полікарпов) — обновленський архієпископ Вінницький Української синодальної церкви (УСЦ).

## Життєпис
Народився у 1867 році. У 1887 році закінчив Орловську духовну семінарію РПЦ.
Овдовів. З 1890 р — священик в Орловській єпархії РПЦ, потім перейшов у місто Орел, де був міським орловським благочинним.
15 листопада 1923 року хіротонізований на єпископа Клинського, вікарія Московської єпархії. Згідно інших даних хіротонізований в 1926 році в єпископа Клинського, вікарія Московської єпархії, з овдовілих протоієреїв, без прийняття чернецтва або у стані рясофору.
З 11 травня 1926 року — єпископ Брянський[який?].
Був присутній на 3-му Всеросійському Соборі з вирішальним голосом.
У 1927 році возведений у сан архієпископа. З 1928 по 1930 року — архієпископ Охтирський, вікарій Сумської єпархії. З жовтня 1930 року — архієпископ Тверський. З березня 1931 року — архієпископ Могилевський в Білорусі.
З серпня 1935 року — архієпископ Тульчинський. З 22 липня 1936 року — архієпископ Вінницький.
З 14 грудня 1937 звільнений за штат.
Архієпископ був лагідний і благочестивий. Виховав свого сина Героєм Соціалістичної Праці (Микола Миколайович Полікарпов).
Помер 13 лютого 1938 року. Похований в Орлі.

## Використана література
- Вестник Священного Синода Православной Русской Церкви. 1926. № 12-13. с. 7.
- -«- -»- 1931. № 5-6. с. 13.
- ФАОС, дело № 57д.
- Кат-АМ, № 238.
- Кат-ЯВ, № 194. с. 94.
- Кат-ЕС, № 1. с. 6, п/№ 32.